# Danh sách thiên thể NGC (4001-5000)
Đây là danh sách các thiên thể NGC 4001 – 5000 từ Danh mục chung mới về các tinh vân và cụm sao (NGC). Danh mục thiên văn bao gồm chủ yếu các quần tinh, tinh vân và thiên hà . Các đối tượng khác trong danh mục có thể được tìm thấy trong các trang con khác của danh sách các thiên thể NGC .
Thông tin về chòm sao trong các bảng này được lấy từ Danh mục chung mới về các tinh vân và cụm sao của Jjiko. LE Dreyer, được truy cập bằng "Dịch vụ VizieR". Các loại thiên hà được xác định bằng Cơ sở dữ liệu ngoài thiên hà của NASA / IPAC . Dữ liệu khác của các bảng này là từ Cơ sở dữ liệu thiên văn SIMBAD  trừ khi có quy định khác.

## 4001 – 4100
| Số NGC | Tên khác     | Loại thiên thể                            | Chòm sao | Xích kinh (J2000) | Xích vĩ (J2000)  | Cấp sao biểu kiến |
| ------ | ------------ | ----------------------------------------- | -------- | ----------------- | ---------------- | ----------------- |
| 4013   |              | Thiên hà xoắn ốc                          | Đại Hùng | 11h 58m 31.4s     | +43° 56′ 51″     | 12.4              |
| 4014   |              | Thiên hà xoắn ốc                          | Hậu Phát | 11h 58m 35.9s     | +16° 10′ 36″     | 13.5              |
| 4015   | Arp 138      | Tương tác thiên hà                        | Hậu Phát | 11h 58m 42.5s     | +25° 02′ 13″     | 14.2              |
| 4016   |              | Thiên hà xoắn ốc                          | Sư Tử    | 11h 58m 29.2s     | +27° 31′ 43″     | 14.6              |
| 4017   |              | Thiên hà xoắn ốc                          | Hậu Phát | 11h 58m 45.8s     | +27° 27′ 08″     | 13.5              |
| 4018   |              | Thiên hà xoắn ốc                          | Hậu Phát | 11h 58m 31.4s     | +43° 56′ 48″     | 12.4              |
| 4026   |              | Thiên hà hình hạt đậu                     | Đại Hùng | 11h 59m 25.2s     | +50° 57′ 42″     | 10.7              |
| 4027   |              | Thiên hà xoắn ốc                          | Ô Nha    | 11h 59m 27.8s     | −19° 16′ 32″     | 11.7              |
| 4030   |              | Thiên hà xoắn ốc hoàn mỹ                  | Xử Nữ    | 12h 00m 23.64s    | – 01° 05′ 59.87″ | 10.6              |
| 4036   |              | Thiên hà hình hạt đậu                     | Đại Hùng | 12h 01m 26.89s    | +61° 53′ 44.52″  | 10.66             |
| 4038   | Thiên hà Râu | Tương tác thiên hà                        | Ô Nha    | 12h 01m 52.5s     | −18° 52′ 03″     | 11.0              |
| 4039   | Thiên hà Râu | Tương tác thiên hà                        | Ô Nha    | 12h 01m 52.5s     | −18° 52′ 03″     | 11.0              |
| 4041   |              | Thiên hà xoắn ốc                          | Đại Hùng | 12h 02m 12.17s    | +62° 08′ 14.23″  |                   |
| 4051   |              | Thiên hà xoắn ốc trung gian               | Đại Hùng | 12h 03m 09.68s    | +44° 31′ 52.54″  | 12.92             |
| 4070   |              | Thiên hà elip                             | Hậu Phát | 12h 04m 11.3s     | +20° 24′ 35″     | 14.14             |
| 4072   |              | Thiên hà hình hạt đậu                     | Hậu Phát | 12h 04m 13.8s     | +20° 12′ 35″     | 15.6              |
| 4074   |              | Thiên hà bất thường Thiên hà hình hạt đậu | Hậu Phát | 12h 04m 29.7s     | +20° 18′ 58″     | 14.5              |
| 4076   |              | Thiên hà xoắn ốc                          | Hậu Phát | 12h 04m 32.5s     | +20° 12′ 18″     | 14.35             |
| 4084   |              | Thiên hà elip                             | Hậu Phát | 12h 05m 15.2s     | +21° 12′ 52″     | 15.4              |
| 4086   |              | Thiên hà hình hạt đậu                     | Hậu Phát | 12h 05m 29.4s     | +20° 14′ 48″     | 14.59             |
| 4088   |              | Thiên hà xoắn ốc                          | Đại Hùng | 12h 05m 33.7s     | +50° 32′ 23″     | 11.2              |
| 4100   |              | Thiên hà xoắn ốc                          | Đại Hùng | 12h 06m 08s       | +49° 34′ 56″     | 11.7              |

## 4101 – 4200
| Số NGC | Tên khác   | Loại thiên thể                 | Chòm sao   | Xích kinh (J2000) | Xích vĩ (J2000) | Cấp sao biểu kiến |
| ------ | ---------- | ------------------------------ | ---------- | ----------------- | --------------- | ----------------- |
| 4121   |            | Thiên hà elip                  | Thiên Long | 12h 07m 56.6s     | +65° 06′ 50″    | 14.1              |
| 4125   |            | Thiên hà elip                  | Thiên Long | 12h 08m 06.3s     | +65° 10′ 27″    | 10,9              |
| 4144   |            | Thiên hà xoắn ốc có thanh chắn | Đại Hùng   | 12h 09m 58s       | +46° 27′ 25″    | 12,17             |
| 4151   |            | Thiên hà xoắn ốc               | Lạp Khuyển | 12h 10m 32.7s     | +39° 24′ 20″    | 11,2              |
| 4178   |            | Thiên hà xoắn ốc               | Xử Nữ      | 12h 12m 47s       | +10° 52′ 0″     | 11.4              |
| 4192   | Messier 98 | Thiên hà xoắn ốc               | Hậu Phát   | 12h 13m 48.4s     | +14° 52′ 58″    | 11.0              |

## 4201 – 4300
| Số NGC | Tên khác    | Loại thiên thể        | Chòm sao   | Xích kinh (J2000) | Xích vĩ (J2000) | Cấp sao biểu kiến |
| ------ | ----------- | --------------------- | ---------- | ----------------- | --------------- | ----------------- |
| 4214   |             | Thiên hà vô định hình | Lạp Khuyển | 12h 15m 39.2s     | +36° 19′ 41″    | 10.3              |
| 4216   |             | Thiên hà xoắn ốc      | Xử Nữ      | 12h 15m 54.4s     | +13° 09′ 00″    | 11,2              |
| 4236   |             | Thiên hà xoắn ốc      | Thiên Long | 12h 16m 41.8s     | +69° 28′ 10″    | 10,7              |
| 4244   |             | Thiên hà xoắn ốc      | Lạp Khuyển | 12h 17m 30.1s     | +37° 48′ 30″    | 10,2              |
| 4252   |             | Thiên hà xoắn ốc      | Xử Nữ      | 12h 18m 30.9s     | +05° 33′ 34.1″  | 14.1              |
| 4254   | Messier 99  | Thiên hà xoắn ốc      | Hậu Phát   | 12h 18m 49.6s     | +14° 25′ 00″    | 10,2              |
| 4258   | Messier 106 | Thiên hà xoắn ốc      | Lạp Khuyển | 12h 18m 57.5s     | +47° 18′ 14″    | 9,6               |
| 4261   |             | Thiên hà elip         | Xử Nữ      | 12h 19m 23.2s     | +05° 49′ 30″    | 10.4              |

## 4301 – 4400
| Số NGC | Tên khác     | Loại thiên thể          | Chòm sao   | Xích kinh (J2000) | Xích vĩ (J2000) | Cấp sao biểu kiến |
| ------ | ------------ | ----------------------- | ---------- | ----------------- | --------------- | ----------------- |
| 4303   | Messier 61   | Thiên hà xoắn ốc        | Xử Nữ      | 12h 21m 55.0s     | +04° 28′ 29″    | 10,9              |
| 4308   |              | Thiên hà elip           | Hậu Phát   | 12h 21m 56.9s     | +30° 04′ 27″    | 14.3              |
| 4309   |              | Thiên hà dạng thấu kính | Xử Nữ      | 12h 22m 12.4s     | +07° 08′ 38″    | 14.3              |
| 4314   |              | Thiên hà xoắn ốc        | Hậu Phát   | 12h 22m 32.0s     | +29° 53′ 44″    | 11,5              |
| 4319   |              | Thiên hà xoắn ốc        | Thiên Long | 12h 21m 44.1s     | +75° 19′ 21″    | 13.0              |
| 4321   | Messier 100  | Thiên hà xoắn ốc        | Hậu Phát   | 12h 22m 55.0s     | +15° 49′ 20″    | 10,6              |
| 4325   | Cụm thiên hà |                         |            | 12h 23m 06.68s    | +10° 37′ 16.3″  |                   |
| 4374   | Messier 84   | Thiên hà elip           | Xử Nữ      | 12h 25m 03.7s     | +12° 53′ 13″    | 10,8              |
| 4382   | Messier 85   | Thiên hà dạng thấu kính | Hậu Phát   | 12h 25m 24.2s     | +18° 11′ 27″    | 10,2              |
| 4395   |              | Thiên hà xoắn ốc        | Lạp Khuyển | 12h 25m 48.9s     | +33° 32′ 48″    | 11,7              |

## 4401 – 4500
| Số NGC | Tên khác     | Loại thiên thể                        | Chòm sao    | Xích kinh (J2000) | Xích vĩ (J2000) | Cấp sao biểu kiến |
| ------ | ------------ | ------------------------------------- | ----------- | ----------------- | --------------- | ----------------- |
| 4406   | Messier 86   | Thiên hà dạng thấu kính Thiên hà elip | Xử Nữ       | 12h 26m 12.2s     | +12° 56′ 45″    | 10,9              |
| 4414   |              | Thiên hà xoắn ốc                      | Hậu Phát    | 12h 26m 27.1s     | +31° 13′ 21″    | 10,9              |
| 4435   | Thiên hà Mắt | Thiên hà dạng thấu kính               | Xử Nữ       | 12h 27m 40.6s     | +13° 04′ 44″    | 11,9              |
| 4438   | Thiên hà Mắt | Thiên hà xoắn ốc                      | Xử Nữ       | 12h 27m 45.9s     | +13° 00′ 32″    | 12.0              |
| 4444   |              | Thiên hà xoắn ốc                      | Bán Nhân Mã | 12h 28m 36,39s    | −43° 15′ 42,35″ |                   |
| 4448   |              | Thiên hà xoắn ốc                      | Hậu Phát    | 12h 28m 15.2s     | +28° 37′ 16″    | 11,9              |
| 4449   |              | Thiên hà vô định hình                 | Lạp Khuyển  | 12h 28m 11.0s     | +44° 05′ 33.4″  | 10,0              |
| 4450   |              | Thiên hà xoắn ốc                      | Hậu Phát    | 12h 28m 29.6s     | +17° 05′ 05″    | 11,2              |
| 4463   |              | Cụm sao mở                            | Thương Dăng | 12h 30m           | −64° 47′        | 7.6               |
| 4478   |              | Thiên hà elip                         | Xử Nữ       | 12h 30m 17.4s     | +12° 19′ 43″    | 12,36             |
| 4486   | Messier 87   | Thiên hà elip                         | Xử Nữ       | 12h 30m 49.4s     | +12° 23′ 28″    | 12,9              |

## 4501 – 4600
| Số NGC | Tên khác                          | Loại thiên thể        | Chòm sao  | Xích kinh (J2000) | Xích vĩ (J2000) | Cấp sao biểu kiến |
| ------ | --------------------------------- | --------------------- | --------- | ----------------- | --------------- | ----------------- |
| 4501   | Messier 88                        | Thiên hà xoắn ốc      | Hậu Phát  | 12h 31m 59.3s     | +14° 25′ 13″    | 10.6              |
| 4526   |                                   | Thiên hà hình hạt đậu | Xử Nữ     | 12h 34m 03.2s     | +07° 41′ 58″    | 10.6              |
| 4536   |                                   | Thiên hà xoắn ốc      | Xử Nữ     | 12h 34m 27.2s     | +02° 11′ 15″    | 12.3              |
| 4548   | Messier 91                        | Thiên hà xoắn ốc      | Hậu Phát  | 12h 35m 26.6s     | +14° 29′ 45″    | 11.5              |
| 4552   | Messier 89                        | Thiên hà elip         | Xử Nữ     | 12h 35m 40.0s     | +12° 33′ 23″    | 11.1              |
| 4555   |                                   | Thiên hà elip         | Hậu Phát  | 12h 35m 41.3s     | +26° 31′ 23″    | 13.5              |
| 4559   |                                   | Thiên hà xoắn ốc      | Hậu Phát  | 12h 35m 57.8s     | +27° 57′ 35″    | 10.7              |
| 4565   |                                   | Thiên hà xoắn ốc      | Hậu Phát  | 12h 36m 21.1s     | +25° 59′ 14″    | 10.3              |
| 4567   | Siamese Twins                     | Tương tác thiên hà    | Xử Nữ     | 12h 36m 32.8s     | +11° 15′ 27″    | 12.1              |
| 4568   | Siamese Twins                     | Tương tác thiên hà    | Xử Nữ     | 12h 36m 34.3s     | +11° 14′ 18″    | 12.1              |
| 4569   | Messier 90                        | Thiên hà xoắn ốc      | Xử Nữ     | 12h 36m 50.1s     | +13° 09′ 46″    | 11.8              |
| 4579   | Messier 58                        | Thiên hà xoắn ốc      | Xử Nữ     | 12h 37m 43.5s     | +11° 49′ 04″    | 11.5              |
| 4590   | Messier 68                        | Cụm sao cầu           | Trường Xà | 12h 39m 28.0s     | −26° 44′ 35″    | 10.3              |
| 4594   | Messier 104 Thiên hà Mũ Vành Rộng | Thiên hà xoắn ốc      | Xử Nữ     | 12h 39m 59.4s     | −11° 37′ 23″    | 10.3              |

## 4601 – 4700
| Số NGC | Tên khác      | Loại thiên thể          | Chòm sao   | Xích kinh (J2000) | Xích vĩ (J2000) | Cấp sao biểu kiến |
| ------ | ------------- | ----------------------- | ---------- | ----------------- | --------------- | ----------------- |
| 4603   |               | Thiên hà xoắn ốc        | Nhân Mã    | 12h 40m 55.3s     | −40° 58′ 32″    | 12.1              |
| 4605   |               | Thiên hà xoắn ốc        | Đại Hùng   | 12h 40m 00.4s     | +61° 36′ 32″    | 10.8              |
| 4618   |               | Thiên hà vô định hình   | Lạp Khuyển | 12h 41m 32.5s     | +41° 09′ 00″    | 11.5              |
| 4621   | Messier 59    | Thiên hà elip           | Xử Nữ      | 12h 42m 02.4s     | +11° 38′ 45″    | 11.0              |
| 4622   |               | Thiên hà xoắn ốc        | Nhân Mã    | 12h 42m 37.6s     | −40° 44′ 35″    | 13.5              |
| 4623   |               | Thiên hà dạng thấu kính | Xử Nữ      | 12h 42m 10.8s     | +07° 40′ 34″    | 13.6              |
| 4624   |               | Thiên hà xoắn ốc        | Xử Nữ      | 12h 42m 50.0s     | +02° 41′ 17″    | 11.8              |
| 4625   |               | Thiên hà vô định hình   | Lạp Khuyển | 12h 41m 52.8s     | +41° 16′ 26″    | 13.0              |
| 4626   |               | Thiên hà xoắn ốc        | Xử Nữ      | 12h 42m 25.3s     | −07° 02′ 38″    | 14                |
| 4627   |               | Thiên hà elip           | Lạp Khuyển | 12h 41m 59.7s     | +32° 34′ 24″    | 13.3              |
| 4631   |               | Thiên hà xoắn ốc        | Lạp Khuyển | 12h 42m 07.8s     | +32° 32′ 27″    | 9.8               |
| 4639   |               | Thiên hà xoắn ốc        | Xử Nữ      | 12h 42m 52.5s     | +13° 15′ 24″    | 12.4              |
| 4647   |               | Thiên hà xoắn ốc        | Xử Nữ      | 12h 43m 32.6s     | +11° 34′ 55″    | 12.5              |
| 4649   | Messier 60    | Thiên hà elip           | Xử Nữ      | 12h 43m 40.2s     | +11° 33′ 09″    | 10.3              |
| 4650   |               | Thiên hà xoắn ốc        | Nhân Mã    | 12h 44m 19.7s     | −40° 43′ 50″    | 12.8              |
| 4656   |               | Tương tác thiên hà      | Lạp Khuyển | 12h 43m 58.2s     | +32° 10′ 09″    | 10.6              |
| 4657   |               | Tương tác thiên hà      | Lạp Khuyển | 12h 44m 11.3s     | +32° 12′ 19″    |                   |
| 4666   |               | Thiên hà xoắn ốc        | Xử Nữ      | 12h 45m 08.3s     | −00° 27′ 49″    | 10.8              |
| 4676   | Thiên hà Mice | Tương tác thiên hà      | Hậu Phát   | 12h 46m 10.2s     | +30° 43′ 54″    | 14.1              |

## 4701 – 4800
| Số NGC | Tên khác                                                | Loại thiên thể          | Chòm sao    | Xích kinh (J2000) | Xích vĩ (J2000) | Cấp sao biểu kiến |
| ------ | ------------------------------------------------------- | ----------------------- | ----------- | ----------------- | --------------- | ----------------- |
| 4710   |                                                         | Thiên hà dạng thấu kính | Hậu Phát    | 12h 49m 38.9s     | +15° 09′ 54″    | 11,6              |
| 4712   |                                                         | Thiên hà xoắn ốc        | Hậu Phát    | 12h 49m 34.2s     | +25° 28′ 12″    | 13.3              |
| 4725   |                                                         | Thiên hà xoắn ốc        | Hậu Phát    | 12h 50m 26.7s     | +25° 30′ 02″    | 10,2              |
| 4736   | Messier 94                                              | Thiên hà xoắn ốc        | Lạp Khuyển  | 12h 50m 52.6s     | +41° 07′ 09″    | 8.7               |
| 4755   | Hộp đá quý (Jewel Box) Kappa Crucis Cluster Caldwell 94 | Cụm sao mở              | Nam Thập Tự | 12h 53m 42s       | −60° 22′        |                   |

## 4801 – 4900
| Số NGC | Tên khác                    | Loại thiên thể   | Chòm sao    | Xích kinh (J2000) | Xích vĩ (J2000) | Cấp sao biểu kiến |
| ------ | --------------------------- | ---------------- | ----------- | ----------------- | --------------- | ----------------- |
| 4826   | Messier 64 Thiên hà Mắt Đen | Thiên hà xoắn ốc | Hậu Phát    | 12h 56m 43.9s     | +21° 41′ 00″    | 8.9               |
| 4833   |                             | Cụm sao cầu      | Thương Dăng | 12h 59m 35.0s     | −70° 52′ 29″    | 8.7               |
| 4845   | NGC 4910                    | Thiên hà xoắn ốc | Xử Nữ       | 12h 58m 01,2s     | +1° 34′ 33″     | 11,2              |
| 4881   |                             | Thiên hà elip    | Hậu Phát    | 12h 59m 57.8s     | +28° 14′ 48″    | 14,7              |
| 4889   | Caldwell 35                 | Thiên hà elip    | Hậu Phát    | 13h 00m 08.1s     | +27° 58′ 37″    | 11.4              |

## 4901 – 5000
| Số NGC | Tên khác               | Loại thiên thể                 | Chòm sao    | Xích kinh (J2000) | Xích vĩ (J2000) | Cấp sao biểu kiến |
| ------ | ---------------------- | ------------------------------ | ----------- | ----------------- | --------------- | ----------------- |
| 4907   |                        | Thiên hà xoắn ốc có thanh chắn | Hậu Phát    | 13h 00m 48,8s     | +28° 09′ 30″    | 14.1              |
| 4910   | (Bản sao của NGC 4845) | Thiên hà xoắn ốc               | Xử Nữ       | 12h 58m 01,2s     | +1° 34′ 33″     | 11,2              |
| 4911   |                        | Thiên hà xoắn ốc               | Hậu Phát    | 13h 00m 56.1s     | +27° 47′ 25.5″  | 12,8              |
| 4918   |                        | Thiên hà xoắn ốc               | Xử Nữ       | 13h 01m 50,62s    | −04° 30′ 02.01″ | 15.1              |
| 4945   |                        | Thiên hà xoắn ốc               | Bán Nhân Mã | 13h 05m 26.1s     | −49° 28′ 15″    | 9,6               |
| 4976   |                        | Thiên hà elip                  | Bán Nhân Mã | 13h 08m 37.4s     | −49° 30′ 20″    | 11,2              |
| 4984   |                        | Thiên hà dạng thấu kính        | Xử Nữ       | 13h 08m 57.3s     | −15° 30′ 59″    | 12                |
| 5000   |                        | Thiên hà xoắn ốc               | Hậu Phát    | 13h 09m 47.6s     | +28° 54′ 23″    | 14,2              |